# Chamaemyia elegans
Chamaemyia elegans är en tvåvingeart som först beskrevs av Georg Wolfgang Franz Panzer 1809.  Chamaemyia elegans ingår i släktet Chamaemyia och familjen markflugor. Arten är reproducerande i Sverige. Inga underarter finns listade i Catalogue of Life.